# Sonata en trio
La sonata en trio és una forma musical recurrent durant el període Barroc i probablement el gènere instrumental més popular de l'època (entre finals del segle xvii i el XVIII).

## Història
No es coneix amb exactitud ni mai s'ha redactat una història general adient per explicar el naixement de la sonata. Així i tot, sabem que el gènere inclou les creacions de música instrumental més importants des de finals del Renaixement.
Avui dia entenem el terme "sonata" com una manera d'organitzar la música segons una tradició que ja ens ve de l'època galant i els primers compositors preclàssics. Però des dels primers usos de la paraula, a finals del Renaixement, i la seva proliferació durant l'època Barroca; ha sigut un comodí per referir-se a la música instrumental en general (en oposició al terme cantata) sense especificar una manera d'organitzar el discurs de forma estricta.

### Renaixement tardà i primer Barroc: Sonata i Canzona
Trobem, tan aviat com és el començament del segle xvii, les primeres obres escrites per a instruments de forma completament independent al cant. Anomenades per etiquetes com sinfonia, sonata o canzona; normalment eren compostes per ser interpretades amb petits o grans grups a l'església, la cort o a casa; com a moviments introductoris per les òperes, reculls de danses, etc.
Canzona i sonata, en un principi eren títols emprats de forma pràcticament arbitrària i per aquesta raó és possible que en aquests primers anys compartissin característiques. Segons Sandra Mangsen a The Companion to Baroque Music, l'única diferència entre aquestes dues era l'ocupació del músic en qüestió: els organistes escrivien canzonas i els intèrprets virtuosos, sonatas.
Les primeres sonates eren d'un únic moviment, dividides en diferents seccions on s'indicaven tempi i caràcters diferents. Algunes eren curtes i funcionaven com a transicions i d'altres eren més aviat extenses. Ja en aquesta època, en el mateix gènere, trobem de forma indistinta obres per a un instrument solista, duets o trios. Vegeu per exemple les Sonate concertate in stil moderno de Castello.
Les canzonas (i les sonates en estil de canzona tradicional) s'interpretaven a esglésies mentre que les sonates tenien un caràcter secular (utilitzant el llenguatge propi de les danses, o la música vocal profana). D'aquí sorgeixen els termes sonata da chiesa i sonata da camera, que es tornaran recurrents a partir de la dècada de 1670 a les publicacions italianes. La terminologia, a vegades, és confusa; ja que els dos gèneres es van anar apropant fins a arribar a ser pràcticament iguals.
Abans de Corelli no trobàvem aquesta manera de referir-nos a la música d'aquest estil. El compositor italià anomenava sonata da camera a aquelles peces que feien referència a una col·lecció de danses binàries idealitzades, precedides d'un moviment introductori i intercalant moviments de tempo lent. Els compositors anglesos, francesos o alemanys que feien aproximacions a aquest gènere van utilitzar el terme "suite".
La sonata da chiesa partia de l'estil de les canzonas que s'interpretaven a l'església, és a dir, incorporava (com les da camara) una introducció lenta, un allegro en estil fugat i un moviment lent en estil cantabile, amb un finale en forma binària que guardava certa similitud amb la dansa. De fet, a mitjans del segle xvii comença a incorporar-se el llenguatge d'aquesta en aquest tipus de composicions.
Les seccions de les primeres sonates d'un únic moviment es van convertir en segments més o menys independents del global de la sonata i van formar els moviments, els quals eren encapçalats per aquestes mateixes indicacions de tempo o amb el nom de la dansa en la qual s'inspiraven.
Aquests esquemes no eren tancats ni definits i no és fins a la seva utilització per Corelli que van començar a ser tradició (almenys a la música italiana).
A l'època barroca s'estableix aquesta manera d'organitzar i compondre moviments en forma de dansa, tant per a instruments solistes com per a petits grups i fins i tot orquestres.

### La Trio Sonata
Entre aquest cúmul d'etiquetes instrumentals que compartien certes similituds ja s'escrivia música en un estil que a finals del XVII i al llarg del xviii es denominaria trio sonata.
Són moltes les obres que trobem escrites per dues veus melòdiques i baix continu abans d'establir-se sota l'etiqueta de trio sonata. Moltes d'elles denominades canzona, sinfonia, suite o sonata (a tre o a due e basso, etc.). Són exemples les canzoni da sonare de Frescobaldi, les canzoni overo sonate concertate per chiesa e camera, Op.12 de Merula, la Sinfonia a tre de Stradella, la Suite in B-flat major de Pachelbel, les 10 Sonatas in Four Parts de Purcell, la Symphonie à 3 flûtes de Charpentier o les suites de les Pièces en trio pour les flûtes, violon, et dessus de viole de Marin Marais, entre d'altres.
El llenguatge emprat en aquestes obres s'homogeneïtza i acaba convergint, a partir del canvi de segle, en el terme trio sonata, per referir-se a aquest tipus d'obres.
Els compositors comencen a sentir predilecció pels instruments de tessitura soprano, i el baix melòdic i l'acordal es tornen cada vegada menys independents.
Els moviments són encapçalats pel nom de les danses a què fan referència o s'indiquen descripcions de tempo o caràcter, seguint la tradició de la música instrumental anterior.
El gènere conquista una gran popularitat que s'expandeix ràpidament per Europa, sent una de les formes per música de cambra composta i interpretada de manera més assídua internacionalment.
Trobem que autors com Händel, Fux, J.S. Bach, Hotteterre, Buxtehude, Boismortier o el mateix Corelli (entre d'altres) componen trio sonatas en grans quantitats (Exemples, respectivament: Trio Sonatas, Op.5, Trio Sonata en La Major, K.340, Trio Sonatas per a Òrgan, BWV 525-530, 10 Trio Sonatas, Op.3, Trio Sonata en La Menor, BuxWV 272, 5 Sonates en trio suivies d'un concerto, Op.37, 12 Trio Sonatas, Op.4).
La fàcil accessibilitat d'aquestes peces (instrumentació no del tot tancada i un llenguatge que no suposava una dificultat extrema o virtuosisme) i el seu caràcter conversacional i lleuger van facilitar que arribés entre els músics amateur i fossin acollides amb gust.
La tendència de l'estil i comportament galant (que neix com una oposició a l'estètica Barroca, començant a la cort francesa a la dècada de 1720 i estenent-se ràpidament per la resta d'Europa), va escollir la música de cambra com el seu gènere predilecte i la trio sonata va ser la forma preferida de molts compositors preclàssics de la segona meitat del xviii.
Alguns exemples són la Trio Sonata en La Menor, H.572 de C.P.E. Bach, la Trio Sonata en La Major, HW VII:1 de J.C.F. Bach, el Trio en Si bemoll Major, F.50 de W.F. Bach, la Trio Sonata en La Major, QV 2:Anh.31 de Quantz, les 6 Trio Sonatas de Joan Baptista Pla, les 6 Trio Sonatas de Josep Pla, les 6 Trio Sonatas de Juan Oliver y Astorga, les 6 Trio Sonatas, G. 143-148 de Boccherini, etc.
A finals del xviii sorgeixen canvis estètics, i les peces instrumentals comencen a estructurar-se principalment en la coneguda forma sonata. Lentament el gènere de la trio sonata s'acaba i esdevé el que al període Clàssic es denominaria simplement trio. En qualssevol cas, l'hegemonia del gènere de la música de cambra es desplaçaria al quartet.
Cal destacar que existeix la possibilitat que Haydn arribés a escriure algunes trio sonatas (es tracten d'adaptacions de temes compostos per ell, però no se li acaben d'atribuir, sospitant que podrien haver sigut compostes per algun altre compositor contemporani): 6 Sonates à flute, violon et violoncello, Op. 11.

## Instrumentació
Una trio sonata habitualment la trobem escrita per dues veus melòdiques i un baix continu.
En tot cas hem de ser conscients que el terme "trio" fa referència a la tècnica contrapuntística (que partia de tres veus diferents) i no al nombre d'instrumentistes que podien participar en la seva execució.

### Veus melòdiques
Els instruments melòdics poden ser tant de corda com de vent. Les combinacions indicades són diverses i podem trobar-les escrites indistintament per instruments iguals, de la mateixa família però de diferent tessitura o formacions mixtes. De fet, com a moltes altres obres de l'època Barroca, poden ser interpretades per qualsevol instrument melòdic amb el qual es puguin adaptar les exigències tècniques requerides (tessitura, idiomàtica, etc.) o amb el que la creativitat i l'habilitat de l'intèrpret li permetin enfrontar-se a l'escriptura.
Algunes de les formacions habituals que trobem són per:
- 2 violins
- 1 violí i 1 viola da gamba o cello
- 2 flautes
- 2 traversos
- 2 oboès
- 1 traverso i 1 oboè
- 1 flauta de bec i 1 violí
- 1 traverso i 1 violí
- 1 oboè i 1 violí

Els compositors tampoc eren molt estrictes a l'hora de tancar una instrumentació i a vegades indicaven que l'obra podia ser interpretada per més d'un instrument (assegurant-se d'aquesta manera que més persones podrien tenir accés a la sonata i comprar-la).
A més, moltes trio sonatas, principalment les precursores del gènere al segle xvii italià, però també moltes de les franceses del segle XVIII; simplement indicaven la tessitura de la part (soprano o baix) i en aquest sentit deixaven llibertat total a l'hora que l'intèrpret escollis amb quins instruments interpretar la sonata (subjectes al gust o la disponibilitat de l'executant).
En certs casos en què el compositor creies que aquella part havia de ser interpretada per un instrument concret afegiria la indicació obligato.

### Baix Continu
A la tradició del segle xviii, el baix continu era normalment interpretat per un instrument polifònic de teclat (que amb la mà esquerra tocava el baix escrit i amb la dreta afegia acords segons el xifrat indicat o segons la seva pròpia imaginació) amb el reforç d'un instrument melòdic de tessitura baixa (com el violoncel, la viola da gamba, el violone o el fagot).
En tradicions anteriors, del xvii, podríem trobar un acompanyament acordal realitzat també per un instrument de corda polsada i, en general, podem arribar a tenir grans seccions de baix continu (on hi ha, per exemple, dos instruments de corda polsada, un que fa la "melodia" del baix i l'altre la realització acordal, dos instruments de teclat de timbre diferent, com un orgue i un clavicèmbal, que toquen simultàniament un baix realitzat, i un o més instruments melòdics de tessitura greu que tocarien també la melodia del baix). Durant el XVIII, els instruments de corda polsada cauen en desús a l'hora de fer la realització del continu a causa de la creixent complicació que dificultava les digitacions, però així i tot podien continuar sent utilitzats. També, a mesura que passa el temps i es va instaurant la moda galant, les agrupacions petites prenen preferència.

### Altres instrumentacions
Trobem exemples de trio sonatas per un únic instrument de teclat (com l'orgue, on les dues veus superiors s'interpreten amb les mans i el baix amb els pedals) o versions on el teclat interpreta una de les veus melòdiques i el baix, acompanyat d'un instrument melòdic (per exemple, respectivament: Trio Sonatas per Orgue, BWV 525-530 de J.S. Bach i Sonata per Viola da Gamba en Sol Major, BWV 1027 de J.S. Bach).
Ens adonem de la llibertat tímbrica que podem trobar en una trio sonata i de la varietat d'agrupacions que podia proporcionar la forma.

### Nombre de participants

#### 3=4?
Normalment es pensa que per interpretar una trio sonata necessitem un mínim de 4 intèrprets (2 per les veus superiors i 2 per completar la realització del baix continu, mitjançant un instrument polifònic i un altre melòdic), però en realitat enfrontar-nos a la interpretació d'una peça en aquesta forma pot prestar-se a una instrumentació i a un nombre de participants que diferirà segons el tipus, el període o la regió en la qual s'ha compost la peça. També podrien valorar-se qüestions de gust, utilitat, practicitat i disponibilitat instrumental.
Per exemple, és habitual la formació de 4 músics per trio sonatas del segle xviii, sobre les quals trobem evidències en els tractats que un instrument melòdic de tessitura greu i un de teclat tocaven la mateixa línia (amb una harmonització realitzada per un instrument de teclat o un de corda polsada). Però en casos anteriors, de meitat del segle xvii, alguns autors no doblaven la línia del baix ni l'harmonitzaven (per exemple: Frescobaldi, Salomone Rossi o Giovanni Battista Buonamente, que si volien el baix continu realitzat, afegien la part corresponent).
Altres confusions provenien del fet que compositors com Corelli i altres de la regió de Bolonya-Mòdena durant la dècada de 1660, titulaven les parts dedicades al baix amb l'anotació violone o cembalo, fent que molts musicòlegs i intèrprets es plantegessin si es devia tocar amb un o amb l'altre, simultàniament, o no. El New Grove Dictionary conclou que aquesta indicació es deu a una qüestió comercial, ja que l'ambigüitat permetia que l'obra pogués ser venuda a un nombre més gran d'intèrprets.
En aquests casos veiem que l'obra pot ser interpretada per 3 persones, i no 4. Ja sigui amb 2 instruments melòdics i un polifònic sense el reforç d'un melòdic de tessitura baixa, o amb 3 instruments melòdics (en casos tractats anteriorment, fins i tot amb únicament 2 instrumentistes, si el tecladista pot interpretar una de les veus melòdiques amb la mà dreta).
En oposició a aquests arguments, C.P.E. Bach en el seu tractat, opina que cap peça amb baix continu hauria de ser interpretada sense l'acompanyament d'un instrument de teclat. Així i tot, les seves explicacions deixen constància de què hi havia persones que sí que ho feien i que tocaven la part del baix únicament amb una viola o, de vegades, fins i tot amb un violí. El compositor adverteix que això només hauria de permetre's a vegades que no disposem d'un bon instrumentista de teclat.
La instrumentació era molt subjecta als medis disposats pels intèrprets i es recorria a aquells conjunts que resultaven més pràctics a l'hora d'interpretar la peça en condicions, fos amb plantilles més reduïdes o més grans, amb uns instruments o amb altres.

#### Orquestració?
Hi ha casos en què es pot doblar les diferents parts i interpretar l'obra amb una petita orquestra de cambra (doblant les veus superiors i amb una gran secció de baix continu, decidint quin instrument toca cada veu o quina combinació s'utilitza a cada fragment). Per exemple, Les Nations de Couperin, que estan escrites en forma de trio sonata, se solen interpretar tant en format de gran orquestra com amb un petit grup de cambra, en formacions molt variades. Les Concerts Royaux o Les Goûts Réunis del mateix compositor també es presten a aquest tipus de consideracions. El mateix autor, a la seva publicació de 1722 i 1724 (respectivament) ens indica que podem interpretar aquestes obres únicament amb un clavecí, o orquestrar-les amb un violí, una flauta, un obòe, una viola, un fagot (i un clavecí fent el continu), a gust de l'intèrpret.
De fet existeixen moltes obres "orquestrals" que provenen clarament d'una textura de trio sonata ampliada, per exemple el Concert de Brandenburg no.6 de J.S. Bach (BWV 1051), que es fa evident en el segon moviment (quan les 2 violes es queden soles amb el continu); o els 12 Concerti Grossi, Op.6 de Corelli que juguen principalment amb 3 textures diferents (els 2 violins solistes i el continu amb una orquestra que en algunes ocasions va amb el baix i en altres amb els solistes).
Pensar en aquests termes (música de cambra vs música orquestral) és clarament propi d'una mentalitat posterior al segle xix. Fins a finals del segle xviii no s'estableix una clara distinció entre el que és música de cambra i música orquestral i no és fins al 1750 (amb la formació de l'orquestra de Manheim) que es comença a establir el que avui dia coneixem com la institució orquestral. Així i tot, qualitativament, des d'abans del segle xviii, podíem trobar peces on algunes de les veus es doblaven obtenint grups de gran formació que recordarien a una orquestra moderna (i fins i tot portaven aquest nom: L'Orquestra de la Cort Francesa que va durar de 1626 fins al 1761, L'Orquestra de la Basílica de S.Petronio a Bolònia i l'Orquestra de S.Marco a Venècia, formada el 1690, en són exemples). Cal recordar que les intencions del compositor en aquesta època solien ser bastant flexibles i no existien estàndards.
En tot cas, la instrumentació requerida per interpretar aquestes peces no sempre és tancada i és bo documentar-se si es vol realitzar una bona interpretació historicista (sense caure en el dogma que una trio sonata és igual a 4 instrumentistes), i sota aquests criteris deixar-nos portar per la nostra creativitat.

## Aspectes musicals

### Estructura i Composició
Les trio sonata, com la majoria de sonatas de l'època, seguien la típica organització en 4 moviments (lent-ràpid-lent-ràpid), titulant cada moviment segons la dansa en la qual s'inspiraven o amb indicacions de caràcter o tempo.
Les veus seguien la tècnica del contrapunt i la composició parteix d'un llenguatge imitatiu de segments curts, combinant amb parts brillants més llargues. Les dues veus superiors tenen un caràcter solista compartit mentre que el baix aferma l'harmonia al mateix temps que participa activament en els passatges de fuga sense deixar de mantenir el seu paper de baix.
Quantz menciona al seu tractat que no s'hauria d'escriure res que l'altre instrument no pugui imitar, de tal forma que sigui difícil d'endevinar quina de les dues parts és la primera.
Recomana que el tema inicial de cada peça (especialment si es tracta d'un Adagio) no hauria de ser massa llarg per tal que no resulti tediós quan la segona veu realitzi la imitació (ja sigui a la quinta, la quarta o a l'uníson). A més, s'haurien de repetir únicament les idees més agradables i en tot cas sempre haurien de ser curtes.
Els passatges a terceres o sextes, tot i ser una bona manera d'ornamentar la composició, no haurien de ser utilitzats en excés i haurien d'interrompre's amb passatges diferents o amb imitacions.
Veiem que en temps de Quantz, la segona meitat del segle xviii, la trio sonata tenia una estètica ben definida i s'havia convertit en un llenguatge internacional conegut per tot Europa. La majoria de composicions d'aquesta època segueixen aquestes indicacions recollides pel flautista alemany per determinar quin era el bon gust de l'època.

### Interpretació
Al seu tractat, Quantz, també dona una sèrie de consells a l'hora d'afrontar la interpretació de les trio sonatas:
Als continuistes melòdics (especialment als violoncel·listes i als violagambistes) els recomana que siguin conscients del seu so, ja que és el més penetrant de tots els baixos, que sempre que puguin toquin una octava per sota del que està escrit i els adverteix que tenen una gran responsabilitat a l'hora de marcar l'expressivitat i els canvis de dinàmica. Segons el compositor, un bon violoncel·lista hauria de mantenir sempre el tempo, sense avançar-se ni endarrerir-se i tindrà una gran responsabilitat per mantenir el caràcter rítmic de la peça. Hauran d'estar atents a les pauses per entrar en el moment adequat, sent conscients amb antelació si han de tocar amb més o menys volum i amb quina intenció. També recomana que tinguin coneixements de composició, així podran marcar de forma més natural les harmonies expressives de la peça, ajudant a les veus superiors i reforçant les passions que intenta transmetre l'obra.
Als instruments de teclat els adverteix que estiguin atents al volum general del conjunt amb el qual toquen, tenint en compte si toquen amb un instrument melòdic en el baix, quins instruments toquen les veus superiors, la proximitat amb el públic, les dimensions de la sala i l'estil de la trio sonata. Depenent de tots aquests factors el clavecinista haurà de decidir si toca més fort o més suau, amb harmonies més plenes o més buides. Conèixer les regles de la realització del continu no és suficient per executar un bon acompanyament. Adverteix que el continuista tindrà molta influència en l'estat dels intèrprets que executen les parts concertants: ajudant-los a tocar sense esforç i tranquils o desanimant-los i traient-los la confiança.
A les veus superiors els dona sobretot consells d'ornamentació (que tractarem en el següent apartat) i aconsella que en els canvis dinàmics una veu haurà d'adaptar-se a l'altra de manera que els augments i les disminucions de volum siguin coordinats i a la vegada, especialment als moments on les dues veus segueixen un moviment paral·lel (a terceres o sextes). L'únic moment en el qual una veu haurà de tocar per sota de l'altra en volum, serà en els passatges on les notes de la veu únicament serveixen per omplir l'harmonia. En aquests casos haurà de tocar de forma suau de tal manera que els passatges d'acompanyament no destaquin per sobre dels que són melòdics.

### Ornamentació
Quantz recomana que als trios es realitzi una ornamentació austera (si és que s'arriba a ornamentar alguna cosa). S'ha de deixar que la segona veu es llueixi també i que la primera no eclipsi tota l'obra amb passatges virtuosístics. Els ornaments realitzats per una veu hauran de ser imitables per l'altra i sempre hauran de reservar-se per aquells moments en els quals hi hagi imitacions. En els passatges on les veus segueixen un moviment paral·lel de terceres o sextes, no s'haurà d'ornamentar en excés i sempre després d'haver pactat entre tots els instrumentistes.
Quan es realitzen variacions, la veu que imita haurà de realitzar-les de la mateixa manera que la primera. Si l'última veu decideix afegir alguna cosa a la variació de la primera, haurà de reservar-se al final de la seva pròpia intervenció, d'aquest mode demostrarà que és capaç tant d'imitar simplement, com d'afegir noves variacions. És una feina molt més senzilla la del primer que realitza la seva variació que no pas la del segon que ha d'imitar-la després.
Cal recordar que aquestes indicacions no són dogmàtiques i convé que siguin contrastades. Poden variar segons la regió, l'època o fins i tot el compositor. Quantz tenia un pensament més aviat conservador i trobem diferències d'opinió i gust en diferents fonts contemporànies a la publicació del seu llibre. Algunes indicacions, com les referides als instruments del continu són corroborades per altres autors en els seus escrits (C.P.E. Bach, Heinichen), però d'altres, com les referides a l'ornamentació generen opinions més variades.
Barthold Kuijken, al seu pròleg pel tractat del compositor alemany, comenta que aquests escrits van tenir vigència sobretot a Dresden, entre els seus contemporanis, i que utilitzaven com a model les obres de cambra de Telemann compostes abans del 1740 i dels compositors de la cort berlinesa. Així i tot, C.P.E. Bach difereix en alguns punts amb els escrits de Quantz, i autors com W.A. Mozart o Haydn, contemporanis del flautista, també seguien corrents estètiques diferents (i així i tot, Anton Stadler, el clarinetista de l'orquestra que dirigia Mozart, recomanava el tractat de Quantz com una lectura obligatòria).
Concloem així que molt del que va dir Quantz i al que ens referim en aquest article és aplicable a molta música alemanya de la primera meitat del segle xviii, però hem de seguir aquestes indicacions com un criteri més a l'hora d'afrontar aquesta música, sempre comparant amb la literatura publicada per altres autors i sense abandonar el nostre seny a l'hora de prendre decisions.

## Exemples de repertori
- Tomaso Albinoni, 12 sonatas da chiesa op.1 i 6 sonatas da camera op.8
- Arcangelo Corelli, 24 sonatas da chiesa op.1, op.3 i 24 sonatas da camera op.2 i op.4.
- François Couperin, Apothéose de Corelli, Apothéose de Lully.
- Henry Purcell, 12 sonatas en tres parts, 1683; 10 sonatas en quatre parts, 1697 (ambdues per dos violins i baix continu).
- Johann Sebastian Bach, trio sonatas BWV 1036–1040. Les 1036-1038 no acaben de ser atribuïdes a l'autor, però totes són típiques del repertori barroc de música de cambra.
- Carl Philipp Emanuel Bach, 44 trio sonatas. Trio sonatas BWV 1036 i 1038.
- Dietrich Buxtehude, Op. 1, 6 trio sonatas i Op.2, 7 trio sonatas. Escrites per violí, viola da gamba i baix continu. Van ser les úniques obres de Buxtehude publicades durant la seva vida.
- Johann Gottlieb Goldberg, 6 trio sonatas. Trio sonata BWV 1037.
- Georg Friedrich Händel, trio sonatas op.2 i op.5
- Georg Philipp Telemann, unes 150 trio sonatas.
- Johann Pachelbel, Musikalische Ergötzung ("Delicia musical"), conté 6 trio sonatas per dos violins i baix continu. Partitura musical original en scordatura.
- Antonio Vivaldi, 12 trio sonatas da camera op.1 i 2 sonatas op.5.
- Jan Dismas Zelenka, 6 trio sonatas, ZWV 181.

## Literatura recomanada

### Sobre la trio sonata
- Allsop, Peter (1992). The Italian "Trio" Sonata, From Its Origins Until Corelli. Oxford University Press. ISBN 0-19-816229-4 (en)
- Hogwood, Christopher (1979). The Trio Sonata.BBC Music Guides London: British Broadcasting Corporation. ISBN 0-563-17095-6 (en)
- Mangsen, Sandra (1990). "The Trio Sonata in Pre-Corellian Prints: When Does 3=4?", Performance Practice Review: Vol. 3: No. 2, Article 4. DOI:10.5642/perfpr.199003.02.4. Disponible a: http://scholarship.claremont.edu/ppr/vol3/iss2/4 (en)
- Schenk, Erich (2005). Die Triosonate. Das Musikwerk, eine Beispielsammlung zur Musikgeschichte, Neuausgabe 20. Laaber: Laaber Verlag. ISBN 3-89007-623-8 (de)

### Tractats
- Bach, Carl Philipp Emmanuel (1948/1753, 1762). Essay on the True Art of Playing Keyboard Instruments. W.W. Norton & Co ISBN 978-0393097160 (en, original:de)
- Mozart, Leopold (1985/1756). A treatise on the fundamental principles of violin playing, Oxford University Press ISBN 978-0-19-318513-5 (en, original:de)
- Quantz, Johann Joachim (2008/1752). Assaig d'un mètode per a aprendre a tocar la flauta travessera, DINSIC ISBN 978-84-96753-14-3 (cat, original:de)

### Sobre la música als seglesxviii XVIII
- Apel, Willi. Italian Violin Music of the Seventeenth Century, edited by Thomas Binkley. Bloomington: Indiana University Press. ISBN 0-253-30683-3 (en)
- Sadie, Julie Anne (1998). Companion to Baroque Music, Oxford University Press ISBN 0-19-816704-0 (en)

### Altres
- Kamien, Roger. Music: an Appreciation, Edition Sixth Brief Boston: McGraw-Hill. ISBN 978-0073326375 (annotated instructor's edition); ISBN 9780073265452 (student edition) (en)